# Howaia
Howaia (лат.) — род пауков из семейства Пауки-нестициды. До 2023 года рассматривался в составе Nesticella.

## Распространение
В основном Китай и Япония. Вид Howaia mogera (=Nesticella mogera), кроме этих двух стран (Китай, Япония) также отмечен в Корее и интродуцирован на остров Святой Елены, в Европу, Азербайджан, острова Тихого океана (на Фиджи, Гавайи), вероятно, занесён человеком.

## Описание
Мелкие пауки, общая длина около 2 мм. Основная окраска желтоватая. Howaia можно отличить от сходного рода Nesticella sensu stricto (т.е. от группы nepalensis по Lin et al., 2016) по сочетанию следующих признаков. У самцов: (1) парацимбиум с одним вентральным апофизом без лопастных отростков и квадратным дистальным отростком (против вентрального апофиза с двумя лопастными отростками и неквадратного дистального отростка у Nesticella); (2) базально широкий и шершавый терминальный апофиз, обычно уплощенный (против терминального апофиза, вытянутого в длину). У самок: (1) копулятивные протоки прямые и почти параллельные (против копулятивных протоков, изогнутых у Nesticella), и (2) scape четырехгранная и сильно выступающая (против узкой scape, не четырехгранной и короткой у Nesticella).

## Классификация
По данным сайта World Spider Catalog на август 2023 года род включает более 10 видов, среди которых типовой вид Nesticus mogera Yaginuma, 1972. До 2023 года рассматривался под названием Nesticella.
- Howaia alba Ballarin & Eguchi, 2023 — Япония[5]
- Howaia apiculata (Liu & Li, 2013) — Китай[6]
  - Nesticella apiculata Liu & Li, 2013
  - Howaia apiculata Sherwood et al., 2023
- Howaia fuliangensis  (Lin, Ballarin & Li, 2016) — Китай[1]
  - Nesticella fuliangensis Lin, Ballarin & Li, 2016
  - Howaia fuliangensis Sherwood et al., 2023
- Howaia huomachongensis  (Lin, Ballarin & Li, 2016)  — Китай[1]
  - Nesticella huomachongensis Lin, Ballarin & Li, 2016
  - Howaia huomachongensis Sherwood et al., 2023
- Howaia mogera  (Yaginuma, 1972) — Китай, Корея, Япония. Интродуцирован на остров Святой Елены, в Европу, Азербайджан, острова Тихого океана.
  - Nesticus terrestris Yaginuma, 1970[7]
  - Nesticus mogera Yaginuma, 1972[8]
  - Howaia helenensis Lehtinen & Saaristo, 1980
  - Nesticella mogera (Yaginuma, 1972)
- Howaia rongtangensis (Lin, Ballarin & Li, 2016) — Китай[1]
  - Nesticella rongtangensis Lin, Ballarin & Li, 2016
  - Howaia rongtangensis Sherwood et al., 2023
- Howaia subterranea Ballarin & Eguchi, 2023 — Япония[5]
  - Howaia subterranea Ballarin & Eguchi, 2023
- Howaia wanzaiensis (Lin, Ballarin & Li, 2016) — Китай[1]
  - Nesticella wanzaiensis Lin, Ballarin & Li, 2016
  - Howaia wanzaiensis Sherwood et al., 2023
- Howaia yanbeiensis (Lin, Ballarin & Li, 2016) — Китай[1]
  - Nesticella yanbeiensis Lin, Ballarin & Li, 2016
  - Howaia yanbeiensis Sherwood et al., 2023
- Howaia yintiaoling (Wang, Zheng & Zhang, 2022) — Китай[9]
  - Nesticella yintiaoling Wang, Zheng & Zhang, 2022
  - Howaia yintiaoling Sherwood et al., 2023